# Syam
Syam is een gemeente in het Franse departement Jura (regio Bourgogne-Franche-Comté) en telt 212 inwoners (2004). De plaats maakt deel uit van het arrondissement Lons-le-Saunier.
In Syam ligt de villa van Alphonse Jobez (1813-1893), ook het kasteel van Syam genoemd. Jobez' vader bezat ijzersmederijen en liet in 1818 een villa in Italiaanse stijl (naar Andrea Palladio) bouwen. Binnenin is een ronde zaal met acht kolommen en de aankleding is in Restauratie- en Empirestijl. Frédéric Chopin en George Sand verbleven hier. Tegenover zijn villa liet Jobez een experimentele boerderij aanleggen.

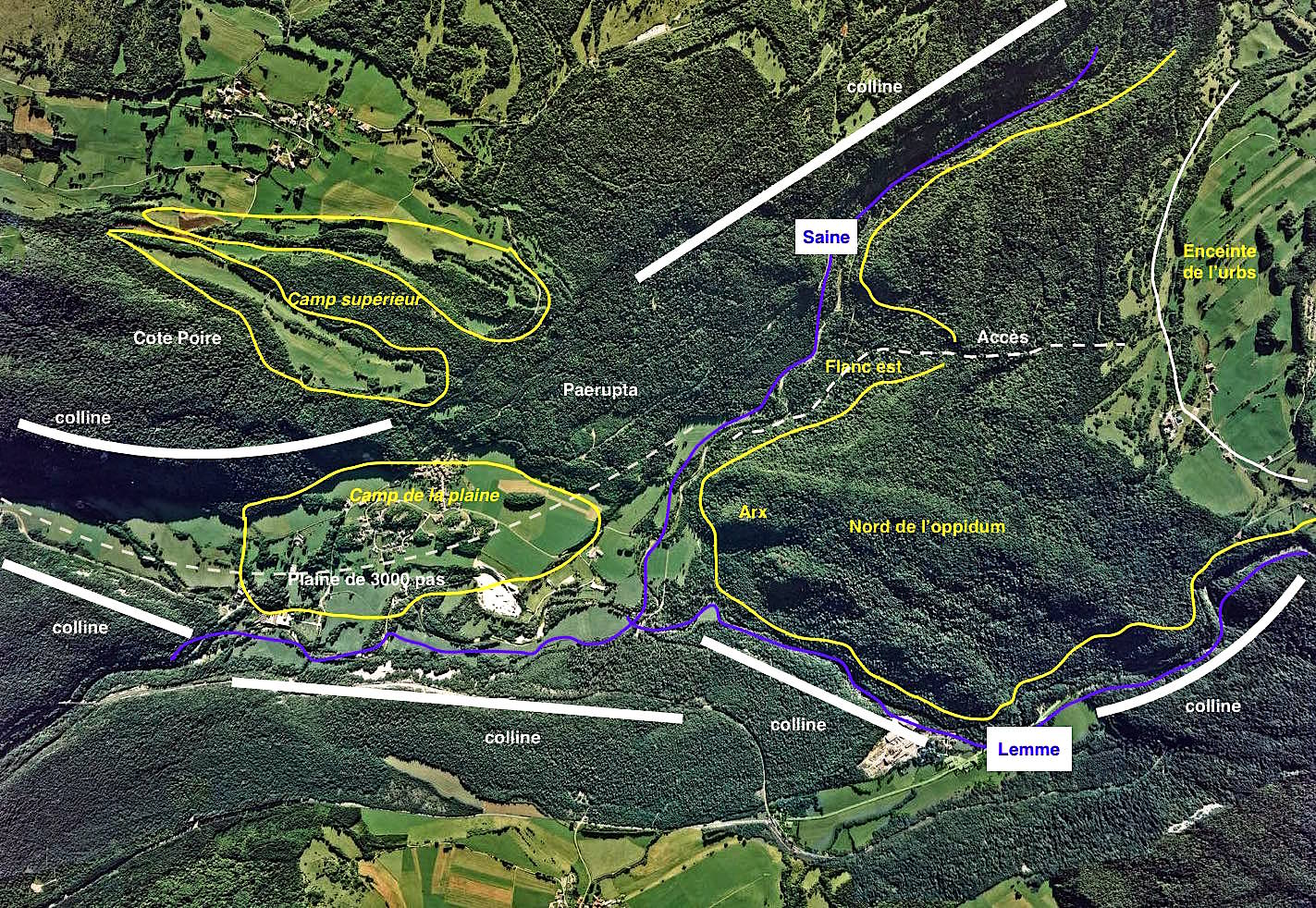
Syam
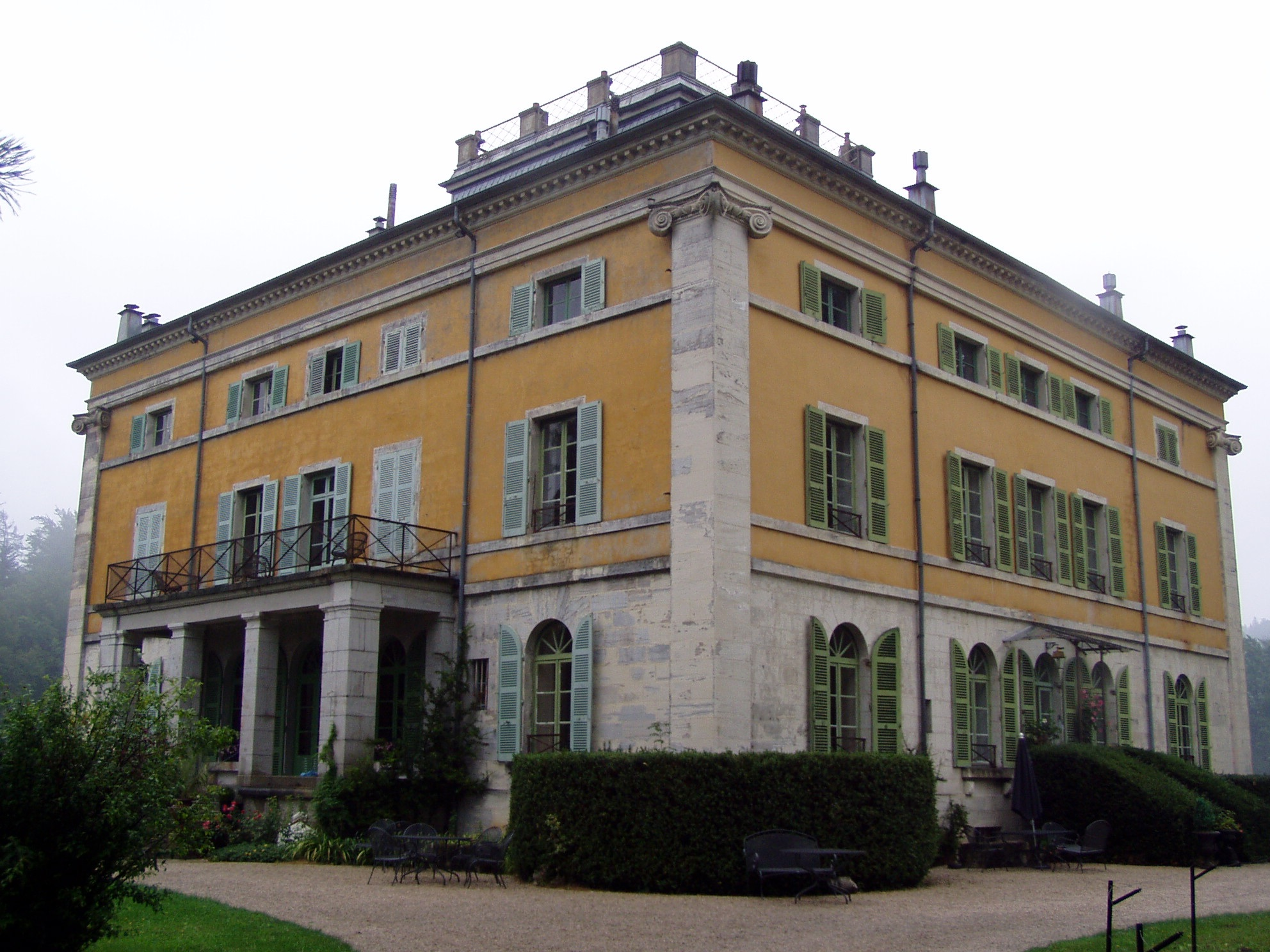
Villa in Syam

## Geografie
De oppervlakte van Syam bedraagt 6,9 km², de bevolkingsdichtheid is 30,7 inwoners per km².

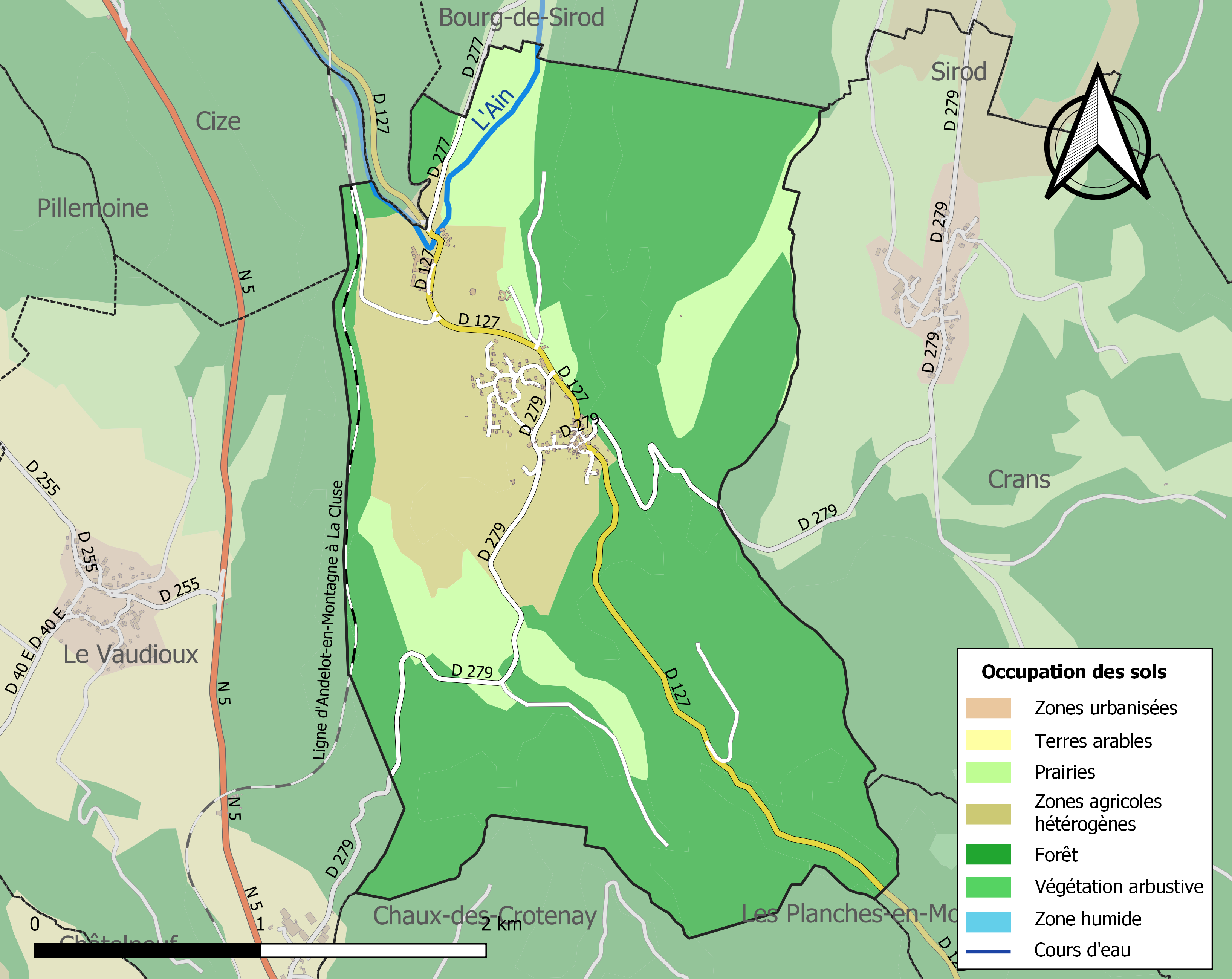
Kaart van de gemeente met de belangrijkste infrastructuur, bodemgebruik en omliggende gemeenten

## Demografie
Onderstaande figuur toont het verloop van het inwonertal (bron: INSEE-tellingen).